# アイオナ (バンド)
アイオナ（Iona）は、イギリスのプログレッシブ・ケルト・クリスチャン・ロック・バンド。1980年代後半にリード・ボーカルのジョアン・ホッグと、マルチ楽器奏者であるデイヴィッド・フィッツジェラルドとデイヴ・ベインブリッジによって結成された。後にトロイ・ドノックリーが参加し、イリアン・パイプス、ロー・ホイッスル、その他の楽器を演奏した。

## 略歴
アイオナが1990年に最初のセルフタイトル・アルバム（邦題『緑の聖地』）をリリースしたとき、ドラマーのテル・ブライアント、ベーシストのニック・ベッグス（元カジャグーグーのベーシスト）、ケルティックハープのフィオナ・デイヴィッドソン、弦楽器のピーター・ホイットフィールド、イリアン・パイプスのトロイ・ドノックリー、パーカッショニストのフランク・ヴァン・エッセンがバンドに加わっていた。このファースト・アルバム『緑の聖地』は、バンド名の由来となったアイオナ島の歴史について主に歌われている。
アイオナは1992年に『ケルズの書』で復帰した。これは、同名の本のページに基づいたいくつかの楽曲が収録されたコンセプト・アルバムである。フランク・ヴァン・エッセンが脱退した後、テル・ブライアントがアルバムのドラムとパーカッションを担当した。フィッツジェラルドはその年、音楽の学位を取得するために脱退した。
バンドの3枚目のアルバム『ブレンダンの航海』は1993年にリリースされ、ゲスト・ミュージシャンのロバート・フリップが参加した。このアルバムは、クリストファー・コロンブス以前の聖ブレンダンのアメリカ大陸への伝説的な航海を大まかに基にしており、バンドはこれを厳密に「コンセプト・アルバム」として見るつもりはなかった。
アルバム『明日への旅路』は、1995年にリリースされ、賛美歌「こころみの世にあれど (Be Thou My Vision)」を大まかに基にした、より親しみやすくロック志向のアルバムとなっている。この歌はアルバムの冒頭と終わり近くにてゲール語で歌われている。ケルトとニューエイジのバンド、クラナドのリード・シンガーであるモイア・ブレナンがホッグのゲール語の発音を手伝うために招聘され、ブレナンはバック・ボーカルも歌った。
1990年代後半には、2枚組の『ヘヴンズ・ブライト・サン』と、オール・ソウルズ・オーケストラと共演した『ウォーヴン・コード』という2枚のライブ・アルバムが続いた。この2枚のアルバムの間にテリー・ブライアントが脱退し、フランク・ヴァン・エッセンが戻ってきて、ドラムとバイオリンを演奏した。フランク・ヴァン・エッセンは、バンドの2000年のアルバム『オープン・スカイ』にもフィーチャーされている。
フォアフロント・レコード（ForeFront Records）との米国契約とアライアンス・レコード（Alliance Records）との英国契約から解放された後、アイオナはオープン・スカイ・レコード（Open Sky Records）を設立し、独自に作品をリリースした。このレーベルの最初の新作は、2002年のボックス・セット『The River Flows』で、当時は廃盤だった最初の3枚のアルバム (すべてリマスターされ、最初のアルバムの数曲は再録音された) と、未発表曲とレア曲を集めた4枚目のディスク『Dunes』が収録されている。最初の3枚のアルバムは、その後、新しいカバー・アートで個別に再リリースされている。
その後、グループはほぼ10年間、半休止状態となった。2枚組のライブDVD『ライヴ・イン・ロンドン』が、2006年4月にリリースされた。このDVDには、ロサンゼルス出身のジョン・ケロッグによる 5.1ドルビー・デジタル・サラウンド・ミックスが収録されている。2006年11月には、新しいスタジオ・アルバム『サークリング・アワー』がリリースされた。
2009年6月、トロイ・ドノックリーがアイオナを脱退すると発表した。彼のウェブサイトのメッセージには、「アイオナで友人たちと素晴らしい時間を過ごしました。一緒に作ったアルバムをとても誇りに思っています。しかし、人生と同じように、物事は変化します。長い間活動していなかった後、私たちは音楽的にも哲学的にもまったく異なる方向性にたどり着きました。私たちは素晴らしい友人として、悲しい幸せとともに別れました。バンドの今後の幸運を心から祈っています」とあった。
ドノックリーはその後、パンクとフォークのバンド、バッド・シェパーズ（The Bad Shepherds）のメンバーとなった。彼は長年、バーバラ・ディクソンのバンドで演奏しており、同バンドの音楽監督を務めているほか、フィンランドのシンフォニックメタル・バンド、ナイトウィッシュの演奏にも参加している。近年はナイトウィッシュのライブやアルバムにゲスト出演し、2013年10月にフルタイム・メンバーとして加入した。アイオナでは、彼の代わりにパイプ奏者で木管楽器奏者のマーティン・ノーランが参加している。
2010年6月、アイオナは、9年ぶりにアメリカへツアーに出た。2010年6月19日、ペンシルバニア州ベツレヘムのプログレッシブ・ロック・フェスティバル、NEARfestで大好評となったコンサートを行った。ショーでは、2011年にリリースされ、彼らの最後のアルバムとなった『Another Realm』からの新曲を披露した。アメリカ全土で数回コンサートを行い、カナダでも1回コンサートを行った後、6月30日にイリノイ州のクリスチャン・ミュージック・フェスティバル、コーナーストーン・フェスティバルでツアーを終了した。
2016年12月11日、バンドはFacebookページで、他の約束を理由にグループとしてのレコーディングとツアーを中止すると発表した。「今後何が起こるか、アイオナとして再び集まるかどうかはわかりません」とバンドは述べた。「扉は開いたままですが、当面は、私たちの旅の次のエキサイティングな章には他の道が関わってくるでしょう」。
2024年3月、ベインブリッジは、7月にサリー・ミニアーとデュオでアイオナの音楽を演奏し、イギリスツアーを行うことを発表した。

## メンバー

### 最初期
- ジョアン・ホッグ (Joanne Hogg) – リード・ボーカル、キーボード
- デイヴィッド・フィッツジェラルド (David Fitzgerald) – サクソフォーン、フルート、リコーダー、ティン・ホイッスル
- デイヴ・ベインブリッジ (Dave Bainbridge) – キーボード、エレクトリック・ギター

### ファースト・アルバム時
- ジョアン・ホッグ (Joanne Hogg) – リード・ボーカル、キーボード
- デイヴィッド・フィッツジェラルド (David Fitzgerald) – サクソフォーン、フルート、リコーダー、ティン・ホイッスル
- デイヴ・ベインブリッジ (Dave Bainbridge) – キーボード、エレクトリック・ギター
- テル・ブライアント (Terl Bryant) – ドラム
- ティム・ハリース (Tim Harries) – ベース
- トロイ・ドノックリー (Troy Donockley) – パイプ、ホイッスル、フルート
- ピーター・ホイットフィールド (Peter Whitfield) – ストリングス

### 最終メンバー
- ジョアン・ホッグ (Joanne Hogg) – リード・ボーカル、キーボード、アコースティック・ギター
- デイヴ・ベインブリッジ (Dave Bainbridge) – キーボード、エレクトリック・ギター
- マーティン・ノーラン (Martin Nolan) – パイプ、ホイッスル、フルート
- フィル・バーカー (Phil Barker) – ベース
- フランク・ヴァン・エッセン (Frank van Essen) – ドラム、パーカッション、ヴァイオリン

## ディスコグラフィ

### スタジオ・アルバム
- 『緑の聖地』 - Iona (1990年)
- 『ケルズの書』 - The Book of Kells (1992年)
- 『ブレンダンの航海』 - Beyond These Shores (1993年)
- 『明日への旅路』 - Journey into the Morn (1996年)
- 『オープン・スカイ』 - Open Sky (2000年)
- 『サークリング・アワー』 - The Circling Hour (2006年)
- Another Realm (2011年)

### ライブ・アルバム
- 『ヘヴンズ・ブライト・サン』 - Heaven's Bright Sun (1997年)
- 『ウォーヴン・コード』 - Woven Cord (1999年) ※with オール・ソウルズ・オーケストラ
- Live in London (2008年)
- 『エッジ・オブ・ザ・ワールド～ライヴ・イン・ヨーロッパ』 - Edge of the World: Live in Europe (2013年)

### コンピレーション・アルバム
- Treasures (or The Very Best Treasures) (1996年)
- The River Flows: Anthology (2002年) ※4CDボックスセット
- The Book of Iona (2020年) ※17CDボックスセット

### 参加コンピレーション・アルバム
- Various Artists - Songs for Luca (2003年)
- Various Artists - Songs for Luca 2 (2007年)

### 映像作品
- Iona (2004年) ※DVD。最初期のライブ
- 『ライヴ・イン・ロンドン』 - Live in London (2006年) ※DVD